# 인생과 평화를 위한 연단
인생과 평화를 위한 연단(우크라이나어: Платформа за життя та мир, 러시아어: Платформа за жизнь и мир, 약칭 PZZhM/ПЗЖМ, PLP)은 우크라이나 내 최고 라다의 원내 회파(원내교섭단체)이다. 2022년 4월 21일 인생을 위한 야권연단이 해체된 후 기존 정당에 있었던 27명의 개별 의원이 모여 재창립한 회파로, 사실상 야권연단의 후계정당이다. 유럽연대 측은 새 정당의 이름에 대해 "야당이 빠지고 평화가 들어간 진정한 평화를 위한 정당이 나타났다"라고 평했다.

## 역사
2022년 4월 21일 인생과 평화를 위한 연단이라는 원내교섭단체 성립 발표와 함께 초대 원내대표로 유리 보이코가 선출되었다.
2022년 6월, 인생과 평화를 위한 연단은 이전 인생을 위한 야권연단 소속 대표였던 빅토르 메드베드추크, 바딤 라비노비치, 바딤 스톨라르 및 이들의 지지자를 받아들이지 않겠다고 선언하였다. 언급된 정치인들은 2022년 러시아의 우크라이나 침공 이전 우크라이나에서 도피하였거나 우크라이나 내에서 러시아를 지지한 "스파이" 혐의를 받고 있다.

## 같이 보기
- 우크라이나의 회복